# Orsonwelles calx
Orsonwelles calx là một loài nhện trong họ Linyphiidae.
Loài này thuộc chi Orsonwelles. Orsonwelles calx được Gustavo Hormiga miêu tả năm 2002.